# Command & Conquer: Generals
Command & Conquer: Generals er et strategispil i Command & Conquer-serien, udviklet af Electronic Arts.
Generals er det første spil i serien som ikke er udviklet af Westwood Studios, som Electronic Arts købte op og nedlagde.

## Opbygning
Spillet er et krigsstrategispil, som sætter spilleren i position som leder for en krigsmagt på en slagmark. Spilleren kan vælge mellem at spille som USA, Kina eller Global Liberation Army (GLA), en terroristorganisation med tilgang til enorme resurser. Hvert af holdene har forskellige våben, køretøjer og teknologi – hver med sine fordeler og svagheder. Som i tidligere spil kan spilleren bygge så mange enheder og bygninger som ønsket, og uden at måtte f.eks. bygge bygninger for at støtte mængden af kampenheder, som i Blizzard Entertainments strategispil. Man kan imidlertid kun bygge én helte enhed per hold, og med udvidelsen Zero Hour kan antallet af masseødelæggelsesvåben per hold være uendeligt eller begrænses til et.
Generals har tre spillerkampagner, en for hvert hold, som har en sammenhængende historie om en krig mod terror. Den rigtige rækkefølge er: Først den kinesiske, så GLA, og derefter den amerikanske kampagne. Hver kampagne har syv missioner.
Som i tidligere Command & Conquer-spil har man mulighedden til at spille et skirmish-spil mod computeren, hvilket vil sige, at man kan vælge en slagmark, et hold, og op til otte fjender eller allierede. Som tillæg har Generals mulighed for at spille mod andre via Internet og LAN.

## Forskelle fra tidligereC&C-spil
Alle tidligere spil i Command & Conquer-serien blev udviklet af Westwood, og der er mange forskelle fra spillene før til nu. Noget af det første mange fans bemærkede, var manglen af videoer før missionerne gik i gang. Endvidere er konstruktionsmenuen flyttet fra højre side af skærmen til helt nede i bunden, og for første gang kræves egne byggeenheder for at bygge bygninger. Alle disse er vigtige elementer som har skilt Command & Conquer-spillene fra andre strategispil.
Desuden er man gået bort fra det oprindelige univers, hvor enten GDI og NOD kæmpede mod andre, eller Red Alerts allierede kæmpede mod Sovjetunionen.
Muligheden for at anskaffe et ubegrænset antal masseødelæggelsesvåben har heller ikke eksisteret i seriens forgængere..
På grund af ændringer i spillets opbygning, hævder mange tilhænger af serien, at Generals ikke hører hjemme i Command & Conquer-serien.